# 슈 에이세이
슈 에이세이(중국어 간체자: 朱永菁, 병음: Zhū Yôngjīng, 한자음: 주영청, 7월 29일 ~ )은 중국 출신 일본의 배우, 제작자이다.